# عرق الشتاء (فلم)
عرق الشتاء هو فيلم دراما مغربي من إخراج، حكيم بلعباس، ومن بطولة أمين الناجي، فاطمة الزهراء بناصر إنتاج سنة 2016.

## قصة الفيلم
وتدور قصة الفيلم، ومدته 120 دقيقة، عن مبارك، الفلاح البسيط، الذي يعيش في إحدى القرى النائية بمدينة «أبي الجعد» وسط المغرب، طيلة الفيلم، يحاول الفلاح إنقاذ أرضه من الحجز، بعد أن عجز عن سداد القرض الذي أخذه من البنك، خصوصًا بعدما شحت السماء وقررت ألّا تجود على المنطقة بالأمطار، لتبلغ ديون مبارك أقصاها، أمام جشع مدير البنك الذي لا ينتهي.
يقاتل (مبارك) حتى لا يفقد أرضه التي تمثل معنى حياته، في حين تتحلى زوجته (عايدة) بالصمت نظرًا للهم الذي يحمله زوجها، في حين يرعى (أيوب) غنم أبيه ويحاور الحوريات، أما جده فلا يتوقف عن تكرار اسم زوجته الراحلة (رحمة).

## الجوائز
الفيلم نال إعجاب النقاد، وحاز على جوائز هامة، منها:
- الجائزة الكبرى لمسابقة الأفلام الطويلة، بمهرجان طنجة السينمائي، في دورته الـ18،
- بثلاث من بين خمس جوائز لفئة الفيلم الطويل بالمهرجان المغاربي للفيلم الذي أسدل الستار على دورته السادسة مساء السبت بمدينة وجدة.

- وحصل الممثل أيوب الخلفاوي، على جائزة أحسن دور ثان رجالي في فيلم بالمهرجان ذاته، وسبق أن عرض دوليًا في مسابقة «المهر» الطويل بمهرجان دبي الدولي.
- الممثلة فاطمة الزهراء بناصر، حصلت على جائزة أفضل ممثلة بمهرجان طنجة السينمائي عن دورها في هذا الفيلم. ويبدو أنها نالت إعجاب النقاد بتأديتها دور «عيدة».

## وصلات خارجية
- (الجزيرة): «عرق الشتاء» يتوج بجائزة مهرجان الفيلم بالمغرب